# Металлург (футбольный клуб, Сталинград)
«Металлург» — один из первых футбольных клубов Царицына, созданный в 1914 году. Чемпион РСФСР 1957 года.

## Прежние названия
- 1916 — «Республика»
- 1923 — «Красный Октябрь»
- 1936 — «Металлург»

## История клуба

Команда футболистов завода «ДЮМО» (Царицын). 1916 год. Слева направо: Верхний ряд: И. Кошелев, Жерар, П. Кошелев, И. Косенков, В. Панков. Нижний ряд: Петелье (по другим данным Буланже), Н. Щербаков, Роод, Бардо, Брюнок.

В 1909 году в Царицыне, благодаря совместным усилиям братьев И. и П. Кошелевых и И. и Ф. Сутыриных, были организованы команды «Штурм» и «Штандарт», что способствовало появлению в городе в последующие годы (1910—1912) и других футбольных команд. В состав этих двух команд, которые можно считать прародителями команды «Металлург», вошли служащие завода и учащаяся молодежь — дети служащих. Это братья Кошелевы, братья Сутырины, Дмитрий Матвеев и другие.
В 1914 году на французском заводе «ДЮМО» (ныне завод «Красный Октябрь») была создана футбольная команда. В её составе играли рабочие завода Жильцов, братья Кошелевы, Комов, Курносов, Косенков, Лебединский, Опарин, братья Сурнины, Сутырин, Титовский, Янас. Под руководством Владимира Петровича Панкова было оборудовано футбольное поле около проходных ворот завода и стали проходить регулярные тренировки.
В 1916 году была организована команда под названием «Республика» из числа молодежи, в которой играли Мальцев, братья Шевяковы, Андрей Бод, Владимир Раскэн, Александр Несынов, Василий Комов, В. Панков, Коновалов, Неподкосов, Раков, Пашков, Горячев, Фишер. С началом Первой мировой войны и мобилизацией на фронт заводчан-футболистов в неё вошли рабочие и служащие из числа французской молодежи: Роод, Жерар, Буланже, Бардо, Юнг, а также русские — Лебединский, Рубцов.
Чуть позднее появилась ещё одна футбольная команда, организованная военнопленными чехами после Первой мировой войны, среди них были футболисты международного класса: Ковба, Кобернау, Копецкий, Штумпф и другие. Они тренировали заводскую команду, и очень скоро она стала победителем первенства страны по футболу среди заводских команд.
По разному сложилась судьба игроков команды. Иностранцы после Октябрьской революции уехали к себе на родину. Капитан команды Василий Лебединский участвовал в боях за Царицын, был первым секретарём районного комитета комсомола Французского и Орудийного заводов. В октябре 1918 года под Большой Ивановкой погиб бывший крайний правый, пулемётчик Николай Сахаров.
19 апреля 1923 года на заводе «Красный Октябрь» была создана футбольная команда. В её первый состав вошли — Александр Несынов, Павел Корниенко, Александр Федянин, Дмитрий Манихин, Степан Воеводин, Василий Комов, Валентин Шевляков, Алексей Мальцев, Сергей Четаев, Николай Горячев, Алексей Фишер.
23 сентября 1923 году краснооктябрьцы играли с астраханскими футболистами и уступили им со счётом 1:2. С этого года игроки начали соревноваться с командами из Астрахани, Краснодара, Самары, Борисоглебска.
12 июля 1925 года состоялось открытие стадиона «Красный Октябрь». В этот год металлурги стали чемпионами города.
24 июля 1930 года состоялся первый международный матч с участием команды из Сталинграда. «Красный Октябрь» встретился дома со сборной командой рабочих Нижней Австрии. Встреча закончилась разгромом для сталинградцев со счётом 0:7.
В 1930 году металлурги «Красного Октября» стали чемпионами города.
В начале 1930-х годов с более опытными футболистами «Красного Октября» стали соперничать футболисты команды СТЗ — «Тракторостроитель».
2 октября 1932 года «Красный Октябрь» в Сталинграде со счётом 4:1 победил сборную Рабочего спортивного союза (Дания).
В 1937 году «Металлург» дебютировал в первенстве СССР. В группе «Д» команда заняла 5-е место.
24 мая 1937 года металлурги сыграли свой единственный в истории матч основной сетки Кубка СССР против соперника из группы «Б», московского «Торпедо». После первого тайма «Металлург» вёл в счёте 2:0, но проиграл в дополнительное время.
В 1957 году «Металлург» стал чемпионом РСФСР.
В 1958 году сталевары заняли 12-е место в 4 зоне класса «Б».
В 1961 году «Металлург», ставший победителем чемпионата области, провёл две переходные игры против волжской «Энергии», в которых по сумме матчей победил (3:2 и 1:1). Таким образом, «Энергия» должна была уступить своё место в классе «Б» «Металлургу», но решением Сталинградского областного совета спортивных обществ от 10.11.1961 г. игры были признаны товарищескими.

## Достижения
- Чемпион РСФСР —1957
- Чемпион краевого первенства металлистов: 1926.
- Чемпион города: 1923, 1925, 1927, 1928, 1930, 1932, 1936, 1937, 1939(о), 1946, 1956, 1957, 1959, 1960, 1961.
- Обладатель кубка области: 1961, 1962.
- Чемпион области: 1961, 1962.
- Обладатель кубка города: 1957, 1959.
- Обладатель кубка облсовпрофа: 1953.
- В Чемпионате СССР: 5 место в группе «Д» (1937).
- В Кубке СССР: 1/64 финала (1937).